# Divisione del Central River
Il Central River è una delle divisioni in cui è diviso il Gambia con 226.018 abitanti (censimento 2013). È la più estesa del paese ed il capoluogo è Janjanbureh, già nota come Georgetown.

## Geografia antropica

### Suddivisioni amministrative
La divisione è suddivisa in 10 distretti:
- Fulladu West
- Janjanbureh
- Lower Saloum
- Niamina Dankunku
- Niamina East
- Niamina West
- Niani
- Nianija
- Sami
- Upper Saloum